# Suser
Suser – wieś w Armenii, w prowincji Aragacotn. W 2011 roku liczyła 268 mieszkańców.